# Bittacus brasiliensis
Bittacus brasiliensis är en näbbsländeart som beskrevs av Johann Christoph Friedrich Klug 1838. Bittacus brasiliensis ingår i släktet Bittacus och familjen styltsländor. Inga underarter finns listade i Catalogue of Life.